# Aina Elvius

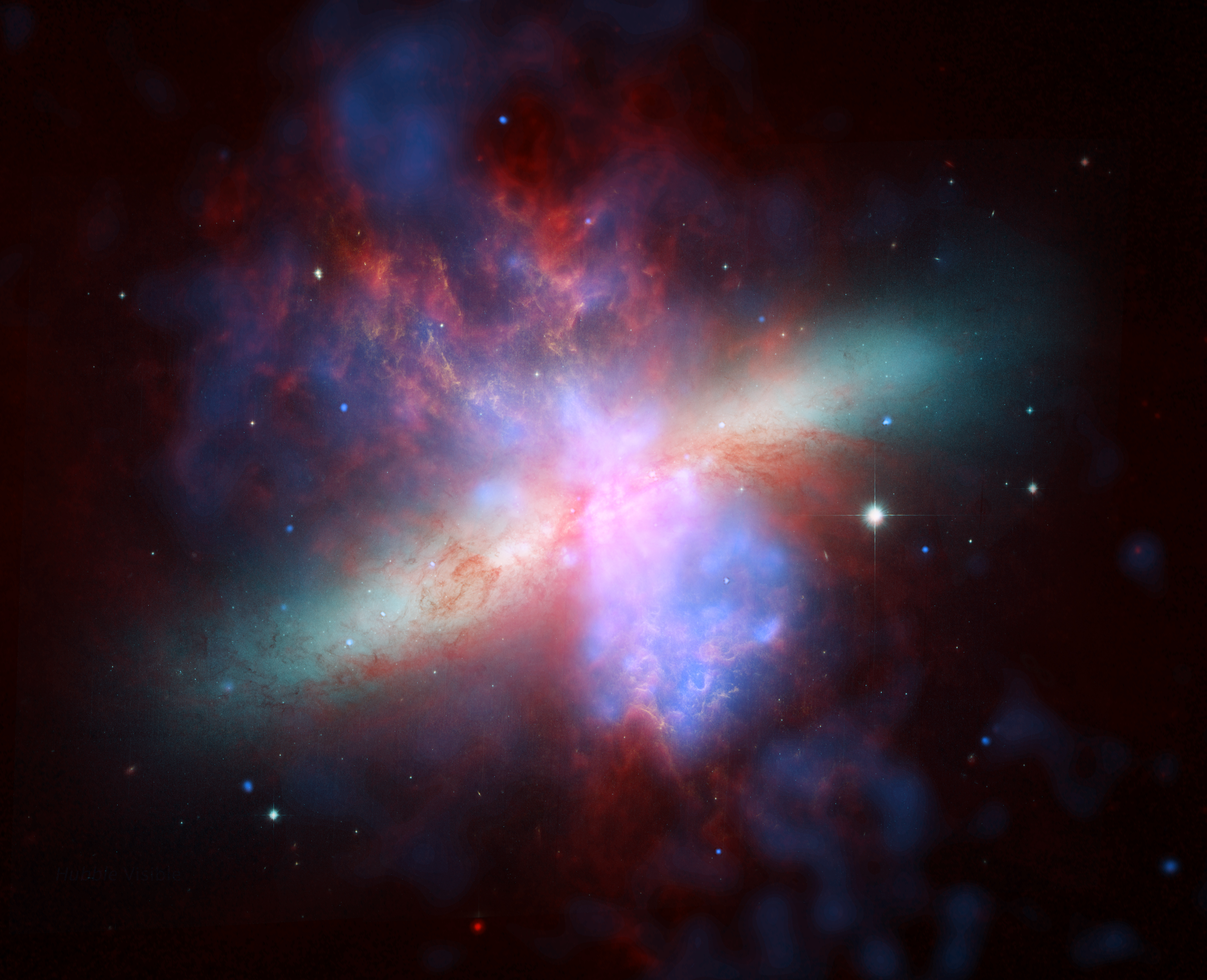
Eines der Studienobjekte von Aina Elvius war die 12 Millionen Lichtjahre entfernte Spiralgalaxie M 82 im Sternbild Großer Bär

 Aina Margareta Elvius (* 26. Juni 1917 in Stockholm, Schweden; † 23. Mai 2019 in Uppsala, Schweden) war eine schwedische Astronomin. Sie war Schwedens erste Professorin für Astronomie und war eine der Wegbereiterinnen des Computereinsatzes in der schwedischen Astronomie.

## Leben
Elvius war eines von drei Kindern des Regisseurs Axel Eriksson und Sigrid Eriksson, geborene Wiman. Sie besuchte das Höhere Allgemeine Bildungsinstitut für Mädchen in Norrmalm in Stockholm, wo sie 1937 ihren Abschluss machte. Sie begann ein Studium der Mathematik, Physik und Chemie an der Universität Stockholm, wo sie den Astronomen Tord Elvius kennenlernte. Sie heiratete ihn 1940 und bekam 1942 und 1945 zwei Kinder. Sie lebte mit ihrem Ehemann in seiner Dienstwohnung an der Stockholmer Sternwarte in Saltsjöbaden. Elvius studierte zusätzlich Astronomie und erhielt 1945 ihren Magisterabschluss. Sie unterrichtete im Schuljahr 1946/1947 an der Saltsjöbaden Samskola und bekam 1947 eine weitere Tochter. Im Frühjahrssemester 1948 begann sie am Stockholmer Observatorium ihr Forschungsstudium, wo ihr der Direktor des Observatoriums, Bertil Lindblad, vorschlug, sie solle nach polarisiertem Licht von einigen ausgewählten Galaxien suchen.
Von 1949 bis 1950 beobachtete Elvius die Galaxie Messier 63. Für ihre Messungen lieh ihr Yngve Öhman einen Polarigraphen, der auf dem 0,6-m-Refraktorteleskop in Saltsjöbaden montiert war. Die Messungen zeigten, dass ein dunkler Staubstreifen in der Galaxie die Quelle des polarisierten Lichts ist. Diese Arbeit wurde zur Grundlage ihrer Lizentiatsarbeit, die im Juni 1951 abgeschlossen wurde. Die Ursache der Polarisierung war nicht klar, aber sie diskutierte in ihrer Studie einen möglichen Mechanismus.
Sie führte ihre Studien an der Galaxie NGC 4216 fort. Lindblad hatte von amerikanischen Observatorien Fotoplatten dieser Galaxie erhalten, aufgenommen durch verschiedene Farbfilter. Auf diesen Platten maß Elvius die Farbverteilung in NGC 4216, um zu untersuchen, wie Staub in der Galaxie Lichtstreuung verursacht. Hinzu kam eine theoretische Studie über die Eigenschaften des Staubs und die Ausrichtung der Galaxie im Weltraum, und die Arbeit wurde im Juni 1955 vorgestellt. Elvius beobachtete auch zwei andere Spiralgalaxien und stellte fest, dass auch sie polarisiertes Licht aussendeten. Diese Studie wurde im Februar 1956 vorgelegt und zusammen mit den Studien von Messier 63 und NGC 4216 Teil der Dissertation von Elvius. Sie promovierte am 18. Mai 1956 mit einer Arbeit über Beugung und Polarisation von Licht durch interstellare Teilchen in Spiralgalaxien  an der Universität Stockholm und wurde dort im selben Jahr zur außerordentlichen Professorin für Astronomie ernannt.
Elvius forschte als Dozentin weiter am Observatorium in Saltsjöbaden, bevor sie 1958 an dem Astronomischen Observatorium Uppsala forschte. In den späten 1950er Jahren untersuchte sie Modelle der Struktur von Galaxien. Der Astronom Per Olof Lindblad verwendete in Saltsjöbaden Schwedens zweiten elektronischen Computer, BESK (Binary Electronic Sequence Calculator), um Modelle zu untersuchen, wie die Spiralarme in einer Galaxie entstehen. Für eine Studie, die Elvius 1959 zusammen mit Lindblad veröffentlichte, war der BESK für Berechnungen verwendet worden, wie Magnetfelder in einer Galaxie die Bildung von Spiralarmen beeinflussen können.

## Forschung am Lowell-Observatorium

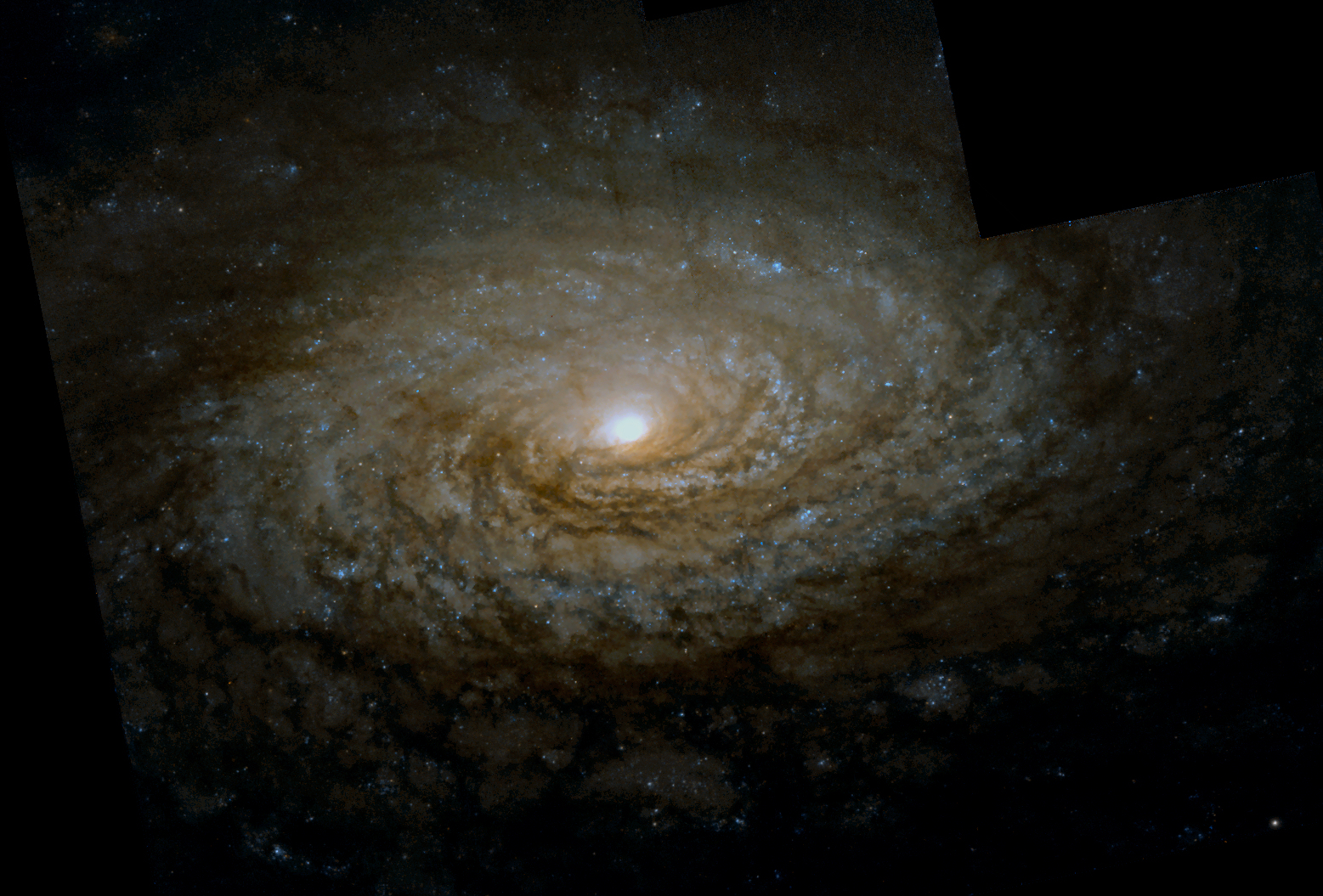
Spiralgalaxie M63, aufgenommen vom Hubble Space Telescope

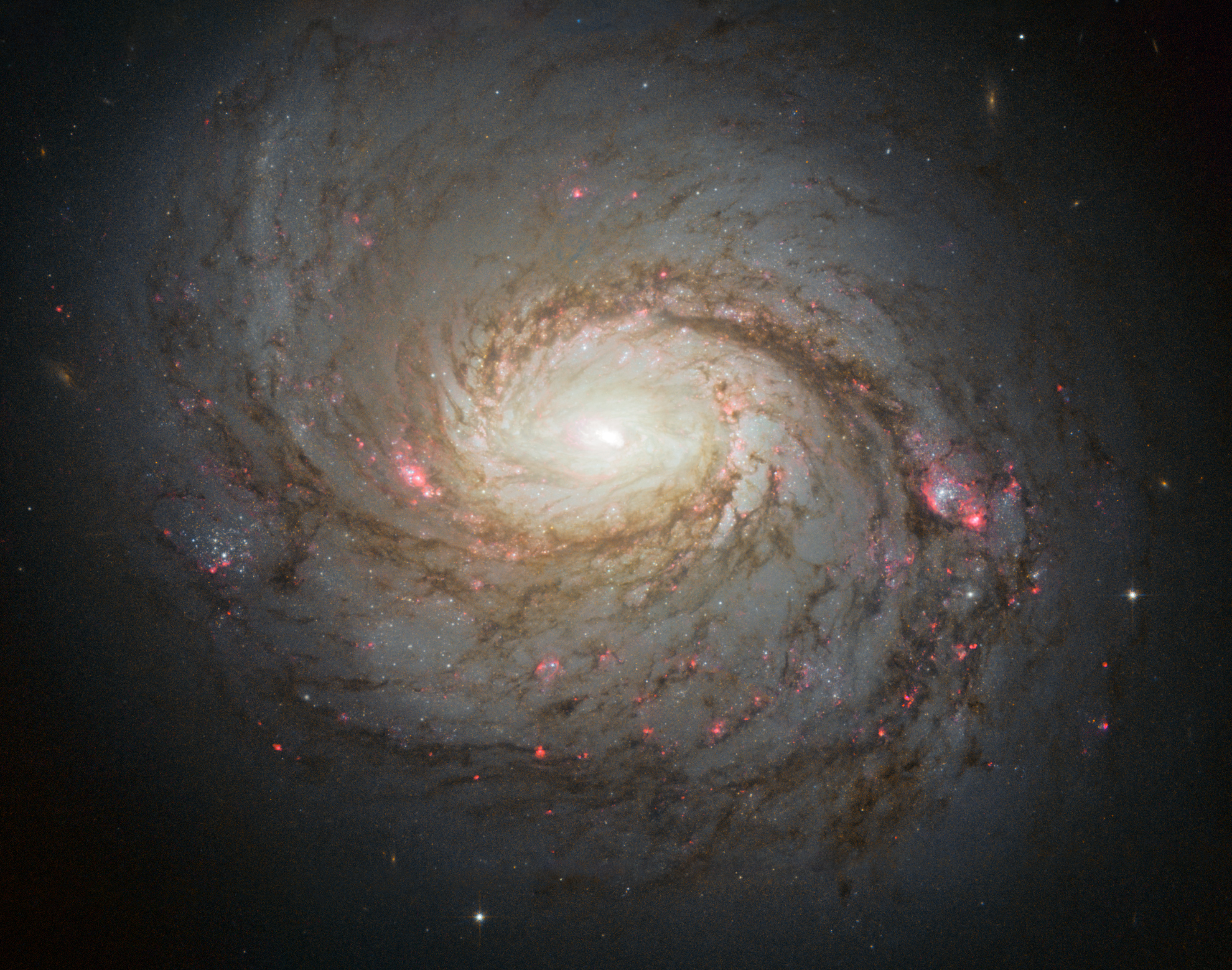
Spiralgalaxie Messier 77

Der Direktor des Lowell-Observatoriums in Flagstaff, Arizona, John Scoville Hall, war einer der Pioniere der astronomischen Polarimetrie und war an Elvius Arbeit an Messier 63 aus dem Jahr 1951 interessiert. Elvius traf Hall auf der IAU-Generalversammlung 1958 in Moskau, wo er sie nach Arizona einlud. Im August 1961 reiste Elvius zu der Generalversammlung der Internationalen Astronomischen Union (IAU) in Berkeley, Kalifornien und zu dem Lowell-Observatorium. Sie studierte dort NGC 1068 oder Messier 77 mit den weltweit führenden Instrumenten des Observatoriums.
Im Sommer 1961 war ein 1,75-m-Teleskop von Ohio nach Lowell verlegt worden, um bessere Beobachtungsbedingungen zu erhalten. Elvius hatte von Januar bis März 1962 Zugang zu diesem für die damalige Zeit großen Teleskops, zusammen mit einem photoelektrischen Polarimeter. Sie beobachtete mit Hall die Galaxie Messier 82 und sie stellten fest, dass das Licht dieser Galaxie polarisiert ist. Die Interpretation war, dass Messier 82 ein Magnetfeld hat und dass die Teilchen in der Galaxie, die sich in diesem Feld orientieren und das Licht der Galaxie polarisieren, den Teilchen in der Milchstraße ähnlich sind. Bei weiteren Besuchen in Lowell beobachtete Elvius weitere Galaxien sowie Nebel in der Milchstraße. Elvius machte ihren letzten Besuch in Lowell im Jahr 1977, um unter anderem die Galaxie NGC 1068 zu beobachten.
In den 1970er Jahren interessierte sich Elvius zunehmend für aktive Galaxien und die Helligkeitsänderungen und Spektren, die ihre Kerne aufweisen. Das Weltraumteleskop International Ultraviolet Explorer (IUE) wurde 1978 in die Erdumlaufbahn gebracht und von Elvius und ihren Kollegen verwendet, um den Kern der aktiven Galaxie NGC 7469 im ultravioletten Licht zu untersuchen.

## Quasare
In den 1960er Jahren wurden sternähnliche Objekte entdeckt, deren Spektren vermuten ließen, dass sie sehr weit entfernt sein könnten. Sie wurden Quasare genannt und schienen große Energiemengen auszustrahlen. 1967 beobachtete Elvius in Lowell drei Quasare in polarisiertem Licht und gehörte damit zu den ersten schwedischen Astronomen, die sich ausführlicher mit Quasaren beschäftigten. Die Beobachtungen zeigten, dass sich die Richtung und Stärke der Polarisation einiger Quasare mit der Zeit ändert und dass dies mit den Helligkeitsverschiebungen der Quasare zusammenhängen könnte. Um zu erklären, wie die Quasare Energie entzogen, arbeiteten Elvius und der Physiker Hannes Alfvén um 1970 in theoretischen Studien zusammen. Dort wurde angenommen, dass Materie und Antimaterie kollidierten und die dabei gewonnene Energie den Quasar zu starker Strahlung veranlasste. Das Modell der Quasare wurde mit einem von Alfvén und dem Physiker Oskar Klein entwickelten kosmologischen Modell als Alternative zur Urknall-Kosmologie verbunden. Auf einem IAU-Symposium in Polen 1973 diskutierte Elvius diese Kosmologie, die jedoch im Vergleich zu weiteren Beobachtungen nicht standgehalten hat.
Elvius wurde am Stockholmer Observatorium 1968 Beobachterin und 1969 Assistenzprofessorin. Während eines kurzen Besuchs in Lowell im Jahr 1973 beobachtete sie den Stern MWC 349, ein Objekt, das in Gas und Staub eingebettet war, und sie stellte fest, dass das Licht stark polarisiert war. Am Observatorium von Uppsala hatte Elvius zusammen mit Mona Engberg ihr eigenes Polarimeter gebaut und das Instrument wurde später unter anderem in Saltsjöbaden zur Beobachtung von MWC 349 eingesetzt.

## AE1
Auf Platten, die Elvius mit dem Schmidt-Teleskop der Sternwarte Uppsala in Australien aufgenommen hatte, entdeckte sie einen Stern, der sich durch unregelmäßig stark variierende Helligkeit und ein Spektrum ohne Wasserstoffsignaturen auszeichnete. 1976 besuchte sie das Observatorium von La Silla in Chile, um Spektren dieses Sterns aufzunehmen, von dem sich später herausstellte, dass er zu einer Klasse seltener veränderlicher Sterne (AM-Canum-Venaticorum-Sterne) gehört. Der Doktorand von Elvius, Björn Westin, gab dem Stern nach seiner Entdeckerin die Bezeichnung AE 1.
Elvius wurde 1979 zur Professorin ernannt und war von 1977 bis 1981 Leiterin des Stockholmer Observatoriums. Sie ging 1981 in den Ruhestand, arbeitete aber weiterhin in einer internationalen Gruppe, die aktive Galaxien untersuchte.
Sie wurde 1986 Vorsitzende der Schwedischen Astronomischen Gesellschaft und trat damit die Nachfolge ihres 1992 verstorbenen Mannes an. Sie schrieb regelmäßig populärwissenschaftliche Artikel und hielt öffentliche Vorträge. Sie war 1971 Generalsekretärin des Nobelsymposiums und Herausgeberin der Berichte des Nobelsymposiums From Plant to Planet.
Elvius starb 2019 im Alter von 101 Jahren und ist auf dem alten Friedhof von Uppsala begraben.

## Auszeichnungen
- 1961: Zorn-Preis der Schwedisch-Amerikanischen Gesellschaft
- 1975: Mitglied der Königlichen Akademie der Wissenschaften
- 1994: Ernennung zum Mitglied der New York Academy of Sciences

## Veröffentlichungen (Auswahl)
- Diffraction of light by interstellar particles in spiral galaxies. Stockholms observatoriums annale, 1956.
- Mitt liv bland galaxer. Astronomisk tidsskrift, 1990(23):3, S. 101–111.
- A polarigraphic study of the spiral nebula NGC 5055 (M 63). Stockholms observatoriums annaler, 1951.
- Variable blue object with a peculiar spectrum. Astronomy & astrophysics, 1975(44), S. 117–121.
- From Plasma to Planet: Proceedings. John Wiley & Sons, 1975, ISBN 978-0-471-23875-1.
- mit Hannes Alfvén: Antimatter, Quasi-stellar Objects, and the Evolution of Galaxies. Science, 164 (3882): S. 911–917, 1969.